# Дрезина штабная
Дрезина штабная (ДШ) — советская бронедрезина, предназначенная для передвижения командира и штаба бронепоездной части и управления частью в походе и в бою. 
В 1935 году в СССР построена одна ДШ. Применялась в составе единственного в Вооруженных Силах СССР отдельного батальона бронедрезин.

## История
Летом 1934 года по выданным управлением механизации и моторизации РККА (УММ) тактико-техническим требованиям предполагали сделать три разных типа бронедрезин — тяжелую (БДТ), транспортер (ДТР) и штабную: штабную бронедрезину — командно-наблюдательный пост командира бронепоездной части для управления частью и в походном положении, и в бою.
Но только в конце 1934 года специальный цех московского железнодорожноремонтного завода (завод Можерез) изготовил опытную бронедрезину. Как и другие военные разработки этого завода, она обозначена «Э» (экспериментальный образец) — Э-4 (штабная). Её главный конструктор В. Филимонов, общее руководство работами осуществлял начальник КБ завода Можерез Н. Гуленко.
При передаче в войска дрезина получила новый индекс ДШ (дрезина штабная).
Для штабной бронедрезины ДШ без изменений использовали шасси моторной дрезины Уа Калужского машиностроительного завода. К раме шасси болтами крепили корпус. Борта были сварены из 8-мм броневых листов, крыша и пол — из 4-мм.
В передней части крыши ДШ находилась 16-гранная сварная башня с пулемётом Максима в шаровой установке и пулемёт ДТ в шаровой установке в лобовом бронелисте корпуса.
Корпус внутри разделен на два отделения — штабное, где находится штаб бронепоездной части, и боевое, в котором размещаются водитель, пулемётчик и радист.
Для посадки штаба и экипажа в бортах корпуса три двери — две со стороны радиатора (в боевое и штабное отделение) и одна с другой стороны в боевое отделение. В ней был лючок для наблюдения, а перед водителем был перископ «Разведчик» для наблюдения при движении под огнем. Для улучшения наблюдения в бортах штабного отделения были сделаны три окна со стеклами и бронезаслонками.
Для работы командиров в штабном отделении были стол, стулья, столик для машинистки, диван с подъемной койкой и шкаф для бумаг.
Механизм для подъема и перехода на параллельный путь состоял из гидравлического подъемника с поворотным кругом на шариковой опоре и балок. Бронедрезину сначала поднимали на подъемнике, потом поворачивали на 90 градусов, лебедкой перекатывали по уложенным поперёк путей балкам на параллельный путь, разворачивали и опускали на рельсы.

На бронедрезине ДШ была установлена радиостанция 71-ТК-1 с поручневой антенной.
В конце 1935 года опытную бронедрезину передали в отдельный полк бронепоездов для войсковых испытаний. Бронедрезину ДШ испытывали 27 ноября 1935 — 6 января 1936 года на маршруте Брянск — Смоленск — Орел. Пробег 1576 км. Этот пробег позволил внести небольшие изменения в конструкцию бронедрезины для большей её надежности.

## Служба и боевое применение
По первоначальному плану бронедрезины должны были входить в бронепоездные подразделения. 15 июля 1935 года, ещё во время заводских испытаний опытной бронедрезины, руководство УММ направило начальнику штаба РККА Егорову проект новой организации бронепоездных частей. По нему каждый дивизион бронепоездов включал 3 бронедрезины-транспортера (ДТР), 1 штабную бронедрезину (ДШ) и 4 бронемашины на железнодорожном ходу (1 БА-6жд и 3 ФАИ-жд).
Но в начале 1936 года появились новые взгляды на использование бронедрезин в специальных подразделениях. Прежде всего, ими предполагали охранять и оборонять железные дороги большой протяженности в районах, где мало автомобильных дорог — в Сибири и на Дальнем Востоке. Это объясняли тем, что по сравнению с бронепоездами бронедрезины меньше зависели от железнодорожной системы обеспечения водой и углём, имели большой запас хода (до 250 км) и большую скорость — до 75 км/ч (бронепоезда имели скорость до 50 км/ч, а запас хода по воде до 100 км и требовали регулярной промывки паровозных котлов). Поэтому директивой начальника Генерального штаба РККА от 28 мая 1936 года командующему Белорусским военным округом предписано к 1 августа сформировать при отдельном полку бронепоездов опытный батальон бронедрезин. По штату в батальоне должно быть: 268 человек личного состава (40 среднего и старшего командного состава, 86 младшего командного состава и 134 рядовых), 10 бронедрезин БДТ, 1 штабная бронедрезина ДШ, 21 бронемашина-дрезина БА-3жд, 9 ФАИ-жд, 1 легковая автомашина, 5 грузовых, 6 специальных, 3 мотоцикла и 1 радиостанция 11-АК на автомобиле.
15 августа 1936 года командир полка бронепоездов майор Брусин доложил в УММ: «Опытный батальон бронедрезин, сформированный при Отдельном полку бронепоездов из новобранцев призыва июля 1936 года с 5 — 7 сентября должен пройти опытные учения в Белорусском военном округе. Подготовку специалистов батальон закончил к 6 августа. К сегодняшнему дню батальон получил лишь одну бронемашину ФАИ-жд без домкрата».
На 22 октября 1936 года в батальоне имелись одна БДТ, одна ДШ и 19 бронемашин на железнодорожном ходу (10 БА-6жд и 9 ФАИ-жд). Летом 1937 года он переименован в 5-й отдельный батальон бронедрезин и переведён на новый штат № 16/716, по которому должен иметь 5 бронедрезин (4 БДТ и 1 ДШ), 39 бронемашин на железнодорожном ходу (30 БА-6жд и 9 ФАИжд) и небронированные транспортные средства.
В сентябре 1937 года 5-й отдельный батальон бронедрезин (5 оббдр) из Брянска перебросили на станцию Бурея, где он вошел в ОКДВА. В 1937-1941 годах батальон занимался боевой подготовкой и обустройством расположения.
С началом Великой Отечественной войны батальон перешел на штат военного времени и на 1 июля 1941 года имел (по штату/наличие):
30/22 БА-6 жд; 9/9 ФАИ-жд; 5/5 бронедрезин (4 БДТ и 1 ДШ) и другие небронированные машины.
За 1942 — 1945 год батальон, не снижая боевой подготовки, построил три рубленных, оштукатуренных, с цементным полом наземных парка боевых машин по 800 м3, мастерскую, пекарню, клуб на 300 человек, столовую, штаб, классы для учебы, организовал подсобное хозяйство.
9 августа 1945 года 5-й оббдр колёсными бронемашинами совершил марш и сосредоточился в Константиновке в готовности к переправе и охраняя штаб 2-й армии. С 12 августа батальон участвовал в боях с японцами в Маньчжурии, обеспечивая переброску генералов для руководства боем и одной ротой охранял важнейшие шоссейные дороги и сопровождал Военный совет 2-й армии для переговоров о капитуляции в городе Сун-У. Бронедрезины охраняли железную дорогу.
2 ноября 1945 года командиру батальона шифротелеграмма Генерального Штаба РККА, по которой 5-й батальон бронедрезин расформировывался и предписано: «…боевую матчасть сдать на военный склад. … К 15 ноября батальону прибыть на формирование 111-й танковой дивизии … со всем личным составом штатной численности…»